# Yaguará (ort)
Yaguará är en ort i Colombia.   Den ligger i departementet Huila, i den centrala delen av landet, 270 km sydväst om huvudstaden Bogotá. Yaguará ligger 578 meter över havet och antalet invånare är 5 724.
Terrängen runt Yaguará är kuperad åt nordväst, men åt sydost är den platt. Runt Yaguará är det ganska tätbefolkat, med 90 invånare per kvadratkilometer. Yaguará är det största samhället i trakten. 